# Cypsnagra hirundinacea
A Cypsnagra hirundinacea a madarak osztályának verébalakúak (Passeriformes) rendjébe és a tangarafélék (Thraupidae) családjába tartozó Cypsnagra nem egyetlen faja.

## Előfordulása
Brazília, Bolívia, Paraguay és Suriname területén honos. A természetes élőhelye szubtrópusi és trópusi száraz bokrosok és szavannák.

## Alfajai
- Cypsnagra hirundinacea hirundinacea (Lesson, 1831)
- Cypsnagra hirundinacea pallidigula Hellmayr, 1907[2]

## Szaporodása
Fészekalja 3-4 tojásból áll.